# Léon Hornecker
Léon Hornecker, né le 13 juin 1864 au Neuhof (Strasbourg) et mort le 9 janvier 1924 à Paris, est un peintre alsacien, portraitiste et paysagiste, qui enseigna à l'École des arts décoratifs de Strasbourg, mais se fixa à Paris en 1909, tout en gardant d'étroits contacts avec les milieux artistiques alsaciens. Il fut membre du cercle de Saint-Léonard.

## Jeunesse et apprentissage
Fils d'Antoine Hornecker, serrurier au Neuhof, et de Thérèse Brudi, aubergiste, il montre dès son adolescence une grande aptitude au dessin et à la peinture.
La bourgeoisie de la Ganzau (lieu-dit du Neuhof) remarque très tôt son talent et convainc ses parents de le laisser se diriger vers un métier d'artisanat. À quatorze ans, il fréquente alors l'atelier de verrerie des frères Ott à Strasbourg. Il gardera d'ailleurs un lien d'amitié avec eux tout au long de sa vie.
Parallèlement à son apprentissage, il fréquente les cours de dessin du soir de la Kunsthandwerkerschule (École d'artisanat d'art) de Strasbourg. Il y reçoit son premier enseignement du professeur Weisshandt. La méthode d'apprentissage repose sur le dessin à main levée : dessin technique, cours de modelage et peinture décorative.
Son niveau et son talent sont tels qu'en 1883, le professeur Weisshandt obtient de la ville de Strasbourg une bourse d'études pour Léon Hornecker pour qu'il aille compléter sa formation à l'Académie des beaux-arts de Munich. Il y a pour professeurs Nikolaos Gysis et Ludwig von Löfftz.
Il faut cependant savoir que ce n'est pas à l'école de Munich qu'il doit sa maîtrise de la peinture. En effet, il impressionne déjà ses propres camarades par son niveau et vend déjà ses œuvres, ce qui lui procure une vie d'étudiant très agréable. Il profite aussi de cette période pour voyager et visiter des musées afin d'admirer les Anciens Maîtres qui influenceront sa peinture (Frans Hals et Rubens pour le portrait, Camille Corot pour le paysage). C'est également là qu'il fait la connaissance de l'artiste munichois Joseph Sattler. Il finit sa formation en 1888.
Cette même année, après avoir parachevé sa formation au cours de nombreux voyages aux Pays-Bas et en France, il revient s'installer à Strasbourg, quai Saint-Nicolas, dans le même immeuble que son ami d'alors, Joseph Sattler.

## Hornecker à Strasbourg

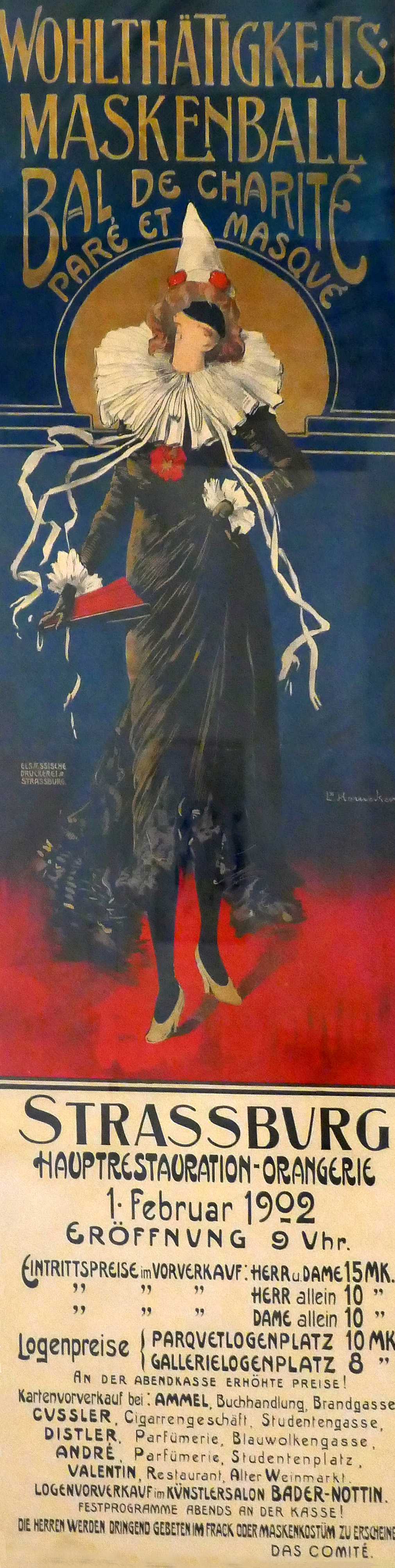
Affiche pour un bal masqué à l'Orangerie (1902).

Ils commencent tous deux leur vie d'artiste, composée de fêtes, de rencontres avec d'autres artistes (Charles Spindler), mécènes (Auguste Michel) et autres industriels de Strasbourg.
Léon Hornecker s'engage pleinement dans la vie associative et artistique de Strasbourg. Il fait ainsi partie de la Société des Amis des Arts de Strasbourg, alors dirigée par Alfred Ritleng. Il participe également à d'autres expositions : Société industrielle de Mulhouse, Salon Bader-Nottin, Verband der Kunstfreude am Rhein, Salon Grombach, Nancy, Berlin, Paris, etc.
La Ville de Strasbourg décide dès 1890 de nommer le munichois Anton Seder directeur de l'école municipale d'art. Celui-ci prend l'initiative de transformer l'enseignement en l'orientant vers plus d'arts appliqués, en accord avec la municipalité. Il est donc tout naturel que le directeur fasse appel à deux anciens élèves de l'Académie de Munich.
Hornecker y enseigne donc le dessin, la peinture et plus particulièrement l'anatomie. Mais tout comme son ami Sattler, l'enseignement ne lui plaît guère. Il est renvoyé de l'école, ce qui marque le point de départ de la rivalité entre l'école et le Cercle de Saint-Léonard. C'est également à partir de cette époque que Léon Hornecker affirme son attachement à la France.

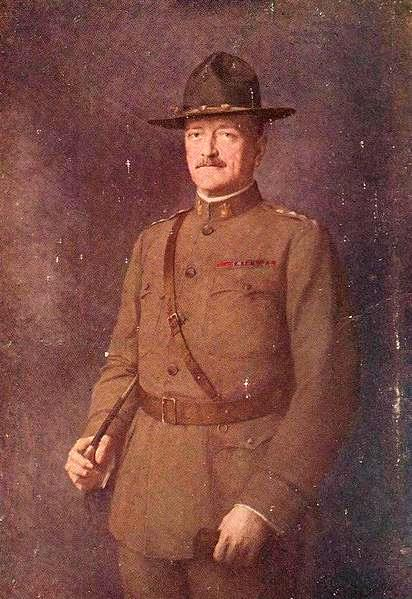
Portait du général Pershing (1903)

La vie mondaine de Strasbourg est alors faite de grandes soirées et de bals de charité où la haute société fréquente les artistes. Hornecker intéresse beaucoup cette élite. Il est alors considéré comme le meilleur portraitiste et, bien évidemment, tous veulent se faire portraiturer par lui.
Il participe également à la création du cercle du Kunschthafe, littéralement traduit par « pot des arts ». C'est le fabricant de foie gras Auguste Michel qui, en 1896, après une longue fête de noces, décide d'inviter régulièrement le cénacle des artistes strasbourgeois. C'est l'occasion de grandes soirées arrosées de rencontres avec les artistes. Ce mécène participe à la création des arts en Alsace (menus élaborés par les artistes, etc.). Ce groupe se compose d'artistes comme Hornecker, Paul Braunagel, Gustave Stoskopf, Charles Spindler, Théodore Haas, Albert Koerttgé, Léo Schnug, ainsi que d'hommes d'influence tels que Bilder, Haehl, Bucher, Erb, Striedbeck, etc. Hornecker est également l'ami des frères Matthis.
À cette époque, Hornecker atteint le sommet de son art. En 1894, à Paris, il reçoit une mention honorable. Les commandes abondent, il peut alors acquérir un plus grand atelier. En 1899, il se marie à Carolina Kratseizen, fille d'un boulanger de la Krutenau. Ils reçoivent une villa en dot, située au 13 rue Stoeber, dans le quartier de l'Orangerie à Strasbourg. Hornecker devient père le 7 avril 1900 ; son fils est dénommé Adrien Hornecker, qui deviendra lui-même un artiste strasbourgeois spécialisé dans la sculpture, qu'il doit abandonner à la peinture et au pastel en raison de son état de santé. Il ne connaîtra malheureusement pas le succès de son père.
Au début du XXe siècle, Hornecker fait partie de la haute société. Il exécute des portraits de personnes de plus en plus célèbres, comme le général Pershing. Il est aussi reconnu pour ses splendides pastels et ses paysages. Il est fait académicien à Paris en 1903.
Mais le début du siècle marque pour Hornecker le début d'un tourment. Il se désolidarise des anciens groupes de Strasbourg, trop marqués par l'influence de l'Allemagne. Il s'associe à de nombreuses reprises au peintre Émile Schneider qui, tout comme lui, est très francophile. Il prend d'ailleurs un atelier avec Marzolff et Émile Schneider dans le chemin du Heyritz à Strasbourg.

## Hornecker à Paris
En 1906, il quitte son foyer et est hébergé par des amis artistes. Dès 1908, il s'installe 71 avenue de Villiers dans le XVIIe arrondissement de Paris, quartier des artistes académiques.
Il devra encore connaître un temps le succès auprès des industriels et bourgeois parisiens, mais l'influence des peintres modernes est de plus en plus importante ; ce sont eux qui occupent le devant de la scène artistique parisienne, ce qui porte ombrage à Léon Hornecker.
Ce dernier garde toutefois des liens très étroits avec l'Alsace ; il avait aménagé son atelier de telle façon qu'il ressemblait à une auberge alsacienne. Il se rend régulièrement au Lion d'or, lieu de rencontre des Alsaciens de Paris.

## Première Guerre mondiale

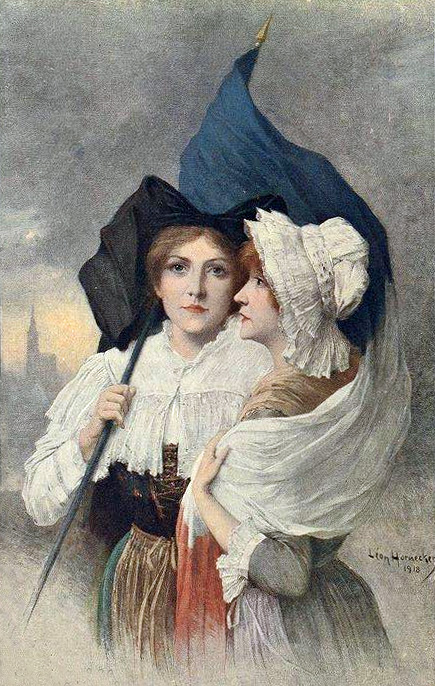
La Patrie retrouvée (1919)

Durant la Première Guerre mondiale, il défend son engagement pour la France. Il rencontre ainsi les réfugiés alsaciens comme Wetterlé, Hansi, Zislin, etc.
Après le conflit, il retrouve l'Alsace et ses anciens compagnons, mais la vie artistique de Strasbourg a bien changé. Les différents groupes disparaissent, ainsi que certains amis. Une nouvelle vague d'artistes voit le jour, avec le groupe de Mai, en 1919.
Isolé dans l'anonymat parisien, Léon Hornecker s'éteint le 9 janvier 1924 à son domicile. Son corps est transporté au cimetière du Neuhof, où il repose toujours.

## Hommages
Une dernière manifestation a lieu en son honneur dans la galerie de la Maison d'art alsacienne en 1924. Cette rétrospective n'est que très symbolique, et indique dans quel anonymat est plongé Léon Hornecker, même en Alsace.
Néanmoins une rue de Strasbourg, dans le quartier de l'Elsau, porte son nom depuis 1969.